# Sam Power Footballer
Sam Power Footballer é um jogo eletrônico desenvolvido pela Tectoy Digital e distribuído pela Ubisoft para o Nintendo DS. O jogo faz parte da série de jogos Sam Power, que em outros países possuem outros títulos: Tim Power e Jake Power. O jogo foi lançado na Europa em 13 de março de 2009, sendo disponibilizada versões do jogo em nove idiomas.

## O jogo
O jogador controla Sam (Tim ou Jake, em outros países), um jovem que tem como principal ideal se tornar um jogador de futebol profissional. Sam começa a sua carreira em um pequeno clube. Graças as seus treinamentos, ele constrói fortes amizades com seus companheiros de time e seu treinador, impressionando ainda patrocinadores e chefes de grandes clubes.
O jogador deve treinar para ganhar a copa do mundo, passando por oito minigames diferentes que utilizam a Stylus do Nintendo DS para simular jogadas e táticas de futebol.